# Олександрівський сад (Санкт-Петербург)
Олександрівський сад (рос. Александровский сад; з 1920 — сад Трудящих, з 1936 — сад Трудящих ім. М. Горького, з 1989 — Адміралтейський сад, з 1997 — Олександрівський сад) — сад в Адміралтейському районі, Санкт-Петербург. Розташований в самому центрі міста, примикаючи до південно-західної і південно-східної сторін Адміралтейства.
Сад відкритий 1874 року. Названий на честь імператора Олександра ΙΙ.
Сад займає площу 9 га, його оточують міські визначні пам'ятки і пам'ятники архітектури: Зимовий палац, Двірцева площа, будинок Адміралтейства, Головний штаб, будинок Лобанова-Ростовського, Градоначальство/НК, будівлі Сенату і Синоду, Ісаакіївський собор і Мідний вершник. У складі історичної забудови центру Санкт-Петербурга сад включений до списку Світової спадщини.
Сад виходить на дві площі — Двірцеву і Сенатську. Олександрівський сад не слід плутати із Олександрівським парком що на Петроградській стороні.

## Історія саду

### Передісторія
Передісторія саду пов'язана із закладиною 5 листопада 1704 року Адміралтейської фортеці-корабельні. Згідно з вимогами воєнного часу, Адміралтейство оточили валами і ровом. Перед ним простягалося широкий відкритий простір — гласіс, необхідний для дій фортечної артилерії в разі ворожого нападу із суші. Незабаром після заснування Адміралтейство втратило функцію бойової фортеці, а разом з нею поступово пішло у минуле і фортифікаційне значення гласісу. Перший час його територію використовували для складування та зберігання будівельного корабельного лісу, великих якорів та інших адміралтейських припасів. Приблизно з 1712 по 1717 роки на частині колишнього гласісу знаходився Морський ринок, а територія заросла травою і перетворилася на Адміралтейську луку.

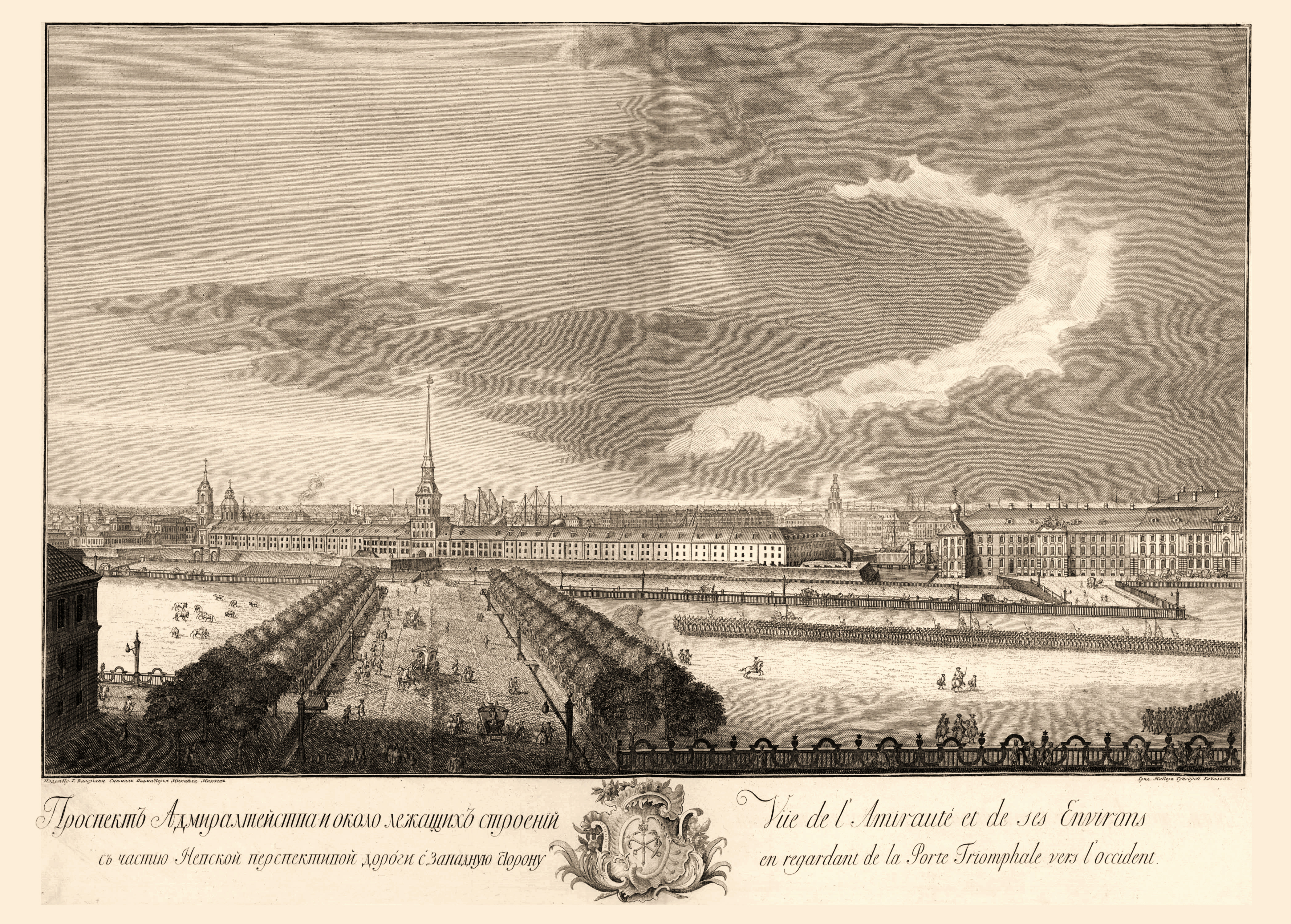
Проспект Адміралтейства і будівлі поруч. 1753

1721 року за почином Петра I була закладена основна планувальна схема Санкт-Петербурга у вигляді трьох променів, вихідних від Адміралтейства. Два промені (нинішні Невський і Вознесенський проспекти) були сплановані за Петра I, а третій промінь (сучасна Горохова вулиця) з'явився в 1736—1737 роках. Промені цих трьох магістралей розділили величезну Адміралтейську луку на кілька частин. 1721 року силами полонених шведів на луці була висаджена алея з березових дерев, ведуча від головних воріт Адміралтейства до Невського проспекту.

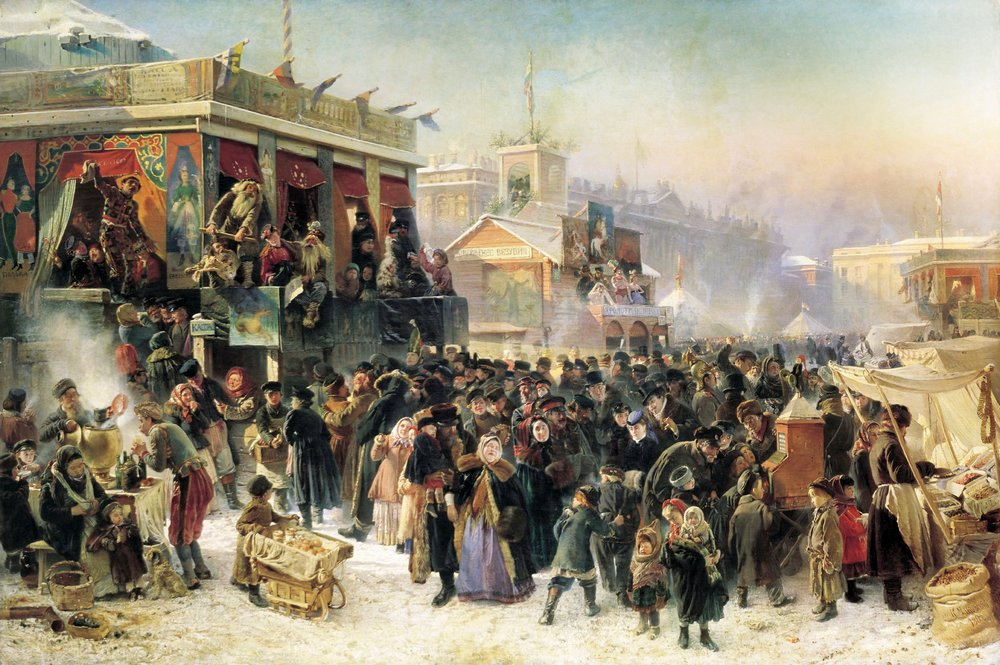
Народне гуляння під час масляної на Адміралтейській площі

З часу царювання Анни Іванівни в цьому місці державним коштом влаштовувалися свята з феєрверком та народними гуляннями. На луці на час урочистостей за найвищих указів зводили потішні павільйони, палаци, влаштовували винні фонтани, смажили гігантські туші биків, якими потім годували народ. До 1760-х років Адміралтейська лука служила допоміжним будівельним майданчиком імператорського Зимового палацу. У проміжках між перебудовами палацу лука використовувалася для шерегових навчань військових частин і випасання придвірної худоби. До середини XVIII століття лука отримала елементи садового оформлення: алеї, палісади, трельяжні огорожі. Випас худоби проводився до 1750-х років, коли почалося мощення луки, що завершилося лише в середині 1790-х років.
При Катерині II продовжилися перетворення території навколо Адміралтейства. У західній частині луки почалося будівництво Ісаакіївського собору за проектом архітектора А. Рінальді. Будівництво третього собору було завершено архітектором В. Тлінній 1802 року. У західній частині колишнього адміралтейського гласіра 1782 року було встановлено пам'ятник Петру I (скульптор Е. М. Фальконе, архітектор Ю. М. Фельтен). Ця подія поклала початок перетворення колись велетенської луки в систему трьох площ Санкт-Петербурга: Адміралтейської, Ісаакіївської і Петровської.

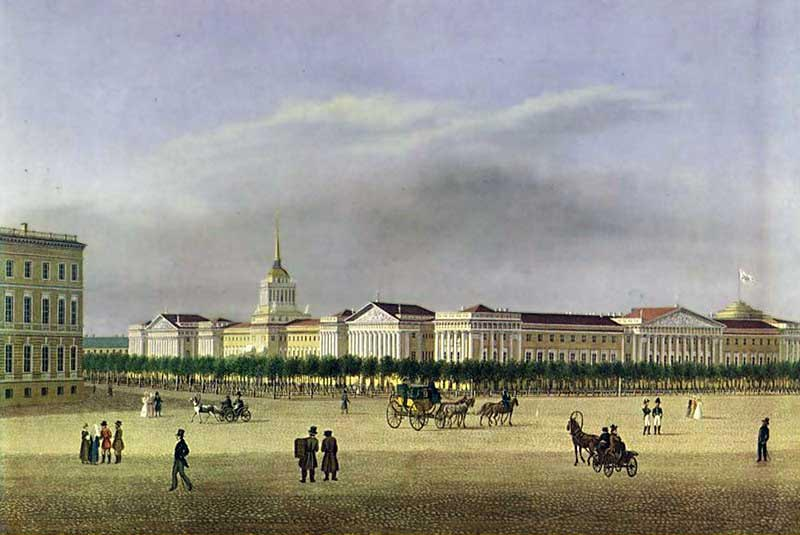
Бульвар на місці Олександрівського саду.
1810-ті роки

До 1806 року на місці саду були укріплення Адміралтейської фортеці. Пізніше через утрати оборонного значення до Адмиралтейскої луки додався простір, раніше займаний гласісом. Уздовж фасаду Адміралтейства почалося збудування Адміралтейського бульвару.
Автором проекту став архітектор Л. Руска; за роботи на проекті відповідав садівник Вільям Ґульд. Були встановлені лавки, пофарбовані в зелений колір, і 50 масляних ліхтарів на дерев'яних стовпах. Доступ на бульвар був упорядкований і упоряджений: біля входу були встановлені вертушки-турнікети, поруч з якими стояли троє вартових, а територія була обгороджена дерев'яними поручнями. Для погуляльників були відкриті дерев'яні кавові і чайні будиночки, віддані на утримання французам — Франсуа Війо і Марселю. На алеях були висаджені бузок, калина, жимолость, великі горобини і молоденькі дубки. Кожне дерево мало підпори, табличку з роком саджання і щодня поливалося. Квіти для прикраси алеї були привезені з Царськосільського саду.
Канал уздовж Адміралтейства остаточно засипали 1817 року, а на його місці 1819 року за проектом інженера А. Д. Готмана заново влаштували алею-бульвар, обсаджену липами. 1824 року східна частина бульвару була продовжена до гранітного спуску до Неви (Палацова пристань, побудована за проектом Карла Россі). 1833 року за проектом архітектора І. І. Шарлеманя будівництво завершилося встановленням мармурових скульптур «Геракл Фарнезький» і «Флора Фарнезька». Ці скульптури є копіями з античних скульптур, виконаними наприкінці XVIII століття скульптором Ф. Тріскорні. Вони були перенесені до саду з Таврійського палацу.
1822 року на місці Адміралтейської луки була влаштована Адміралтейська площа, що охоплювала і сьогоднішній Адміралтейський проспект.
До 1851 року Адміралтейський бульвар перебував у віданні Гоф-інтендантської контори, а потім під наглядом Правління I округу шляхів сполучення, потім 1865 року у веденні міста.

### Відкриття саду

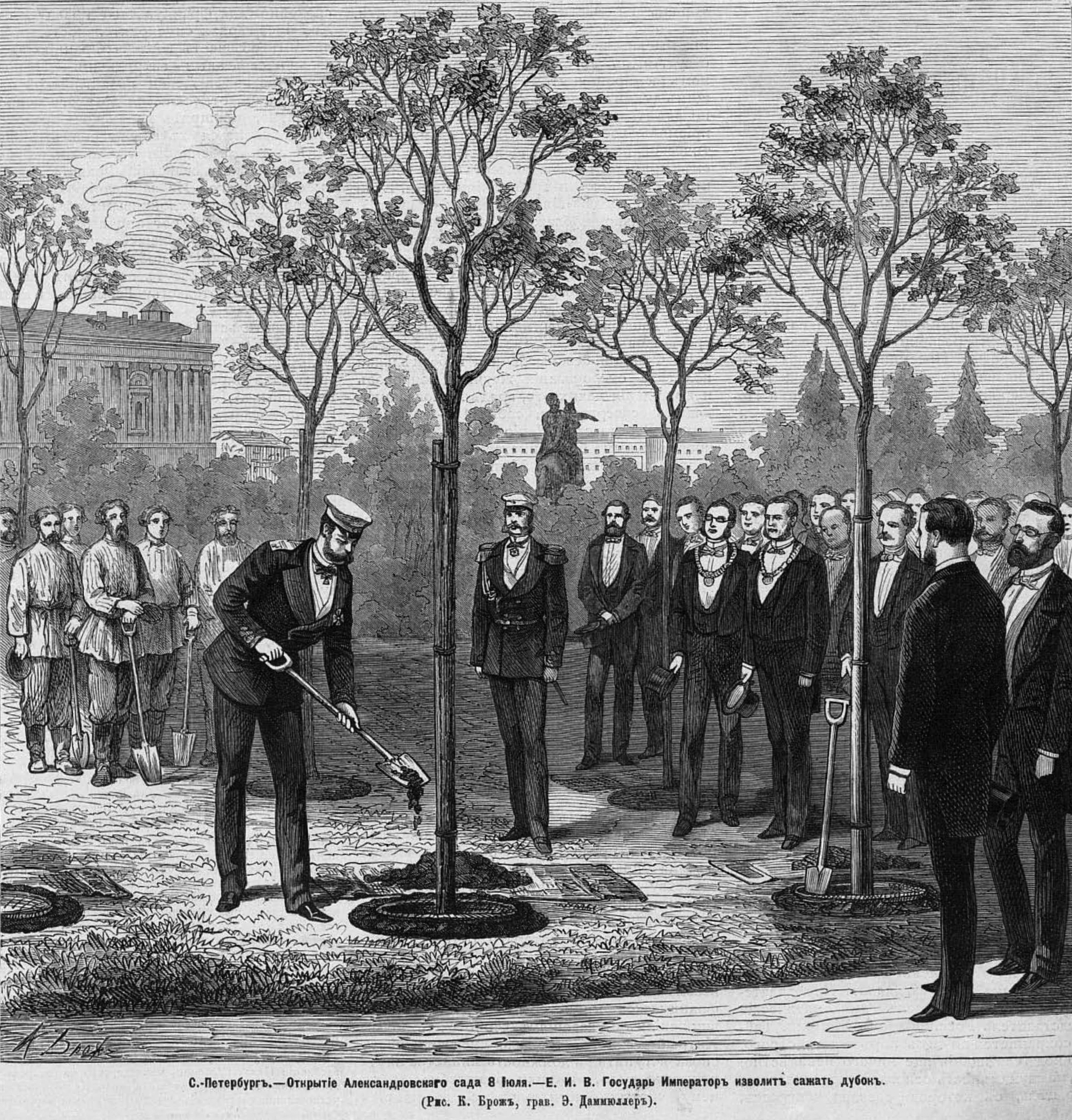
Олександр II садить дубок на відкритті саду

До 200-річчя Петра I Санкт-Петербурзька міська дума ухвалила рішення влаштувати тут міський сад.
Ідея створення саду належала адміралу С. А. Грейгу. Створення саду було доручено петербурзькому ботаніку Е. Л. Регелю.
Роботи з розпланування саду почалися 3 липня 1872 року.
В саду були проведені великі роботи: посаджено 5260 дерев і 12 640 чагарників 52 видів, більшість дерев забезпечили табличками російською мовою і латиною. Сад огородили штахетами, виготовленими за проектом інженера К. Жоффріо. Вздовж штахетів поклали гранітний тротуар, а в саду встановили 115 чавунних лавок з дерев'яними сидіннями.
Офіційне відкриття саду сталося 8 липня 1874 року.
Відкрився Олександрівський сад вельми урочисто, хоча церемонія проходила у дощовий понеділок. Приїхав сам імператор Олександр II. Вийшовши з коляски, він зволив пройти до газону проти порталу Ісаакіївського собору, де особисто посадив дубок. Там же дав згоду на назву саду своїм ім'ям.Оригінальний текст (рос.)
Открылся Александровский сад весьма торжественно, хотя церемония проходила в дождливый понедельник. Приехал сам император Александр II. Выйдя из коляски, он изволил пройти до газона против портала Исаакиевского собора, где лично посадил дубок. Там же дал согласие на название сада своим именем.— «Петербургский листок». 10 липня 1874 року
На церемонію урочистого відкриття саду давали запрошення, за яким представники світського суспільства проходили на територію саду, а петербурзькі обивателі спостерігали за подіями через штахети саду.
1876 року в західній частині саду за проектом архітектора О. К. Буша для укриття людей від негоди побудували дві напівциркульні в плані веранди з різьбленим декором, виконаним у російському народному стилі.

### Фонтан

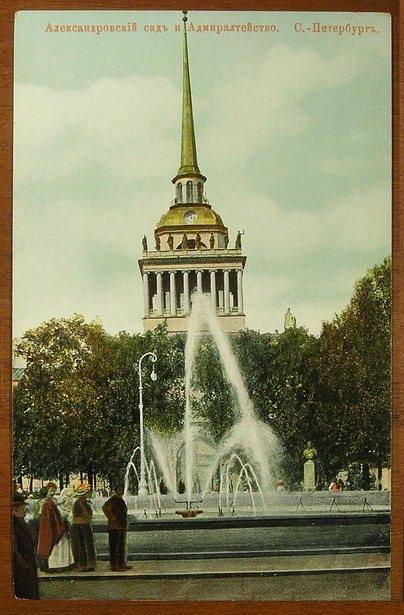
Фонтан на тлі Адміралтейства.
Листівка 1905 року

Початковий варіант припускав розміщення в саду трьох фонтанів, вони мали з'явитися у стулку трьох вулиць, що відходять від Адміралтейства.
Перший проект, розроблений архітектором І. А. Мерцем, з'явився 1872 року. Але був відкладений через труднощі з водопостачанням і дорожнечею робіт. Проект узявся переробити 1875 року завідувач технічного відділення Міської управи М. Л. Бенуа. Використовуючи розробки попередників, новий комплект проектних креслень представив архітектор О. Р. Ґешвенд, додатково розробивши детальні і робочі креслення. Роботи з влаштування фонтану, доручені петербурзькому купцю Є. Ф. Овчиннікову, почалися 1876 року. Фонтан збудували на залишеному для нього при плануванні саду майданчику супроти воріт Головного адміралтейства і Горохової вулиці.
Офіційне відкриття найбільшого на той момент у місті фонтану відбулося 13 жовтня 1879 року при масовому скупченні публіки.

### Встановлення пам'ятників
1880 року на засіданні Міської думи Санкт-Петербурга було запропоновано прикрасити Олександрівський сад погруддями відомих діячів у галузі науки і словесності. Було представлено список з 14 осіб: Кирило і Мефодій, Нестор Літописець, М. В. Ломоносов, Г. Р. Державін, Д. І. Фонвізін, М. М. Карамзін, І. А. Крилов, В. А. Жуковський, О. С. Пушкін, О. С. Грибоєдов, М. Ю. Лермонтов, М. В. Гоголь, О. В. Кольцов. Список кілька разів змінювався і доповнювався.
4 червня 1887 року в саду було встановлено погруддя В. А. Жуковського (скульптор В. П. Крейтан, архітектор А. С. Литкін). Відкриття погруддя відбулося до сторіччя з дня народження поета. Місце встановлення пам'ятника обрано не випадково: Жуковський був близький імператорській сім'ї та був наставником Олександра II.
20 жовтня 1892 року було відкрито пам'ятника почесному громадянину Санкт-Петербурга, мандрівникові і досліднику М. М. Пржевальському (скульптор І. М. Шредер, за малюнком О. О. Більдерлінґа). Бронзове погруддя встановлене на постаменті у вигляді гранітної скелі, в основі якої лежить верблюд.
17 червня 1896 року біля фонтану були встановлені бюсти М. В. Гоголя та М. Ю. Лермонтова (автори обох — скульптор В. П. Крейтан, архітектор М. В. Максимов). 31 травня 1899 року було відкрито погруддя М. І. Глінки (скульптор В. М. Пащенко, архітектор А. С. Литкін). 1911 року передбачалося встановити погруддя В. Г. Бєлінського у зв'язку зі 100-річчям з дня народження письменника. Однак проект не було втілено.

### Благоустрій
У саду були збудовані різні будови — павільйони, веранди, теплиці та інші будівлі. Протягом всієї дореволюційної історії в саду купці займалися торгівлею. Були встановлені кіоски для торгівлі молоком, прохолодними напоями (крім алкогольних), вафлями і пряниками. Торгівля дозволялася з травня по жовтень, а на зиму кіоски відвозилися з саду. 1885 року архітектором М. Л. Бенуа в саду була побудована дерев'яна оранжерея і житло для садівника з водогоном. Погуляльників з літа 1899 року радував військовий оркестр. Для освітлення Олександрівського саду були використані класичні ліхтарі-торшери.
До кінця XIX століття дерева в саду так розрослися, що стали затуляти пам'ятник Петру I. Тому 1890 ро ікумператор Олександр III наказав знищити частину зелених насаджень саду з боку західного фасаду Адміралтейства, надавши території знову вигляд вільної площі. Новою межею саду на цій ділянці стало продовження Галерної вулиці. 1896 року у зв'язку з переміщенням Палацового мосту від Олександрівського саду відрізали частину з боку Палацової площі, влаштувавши на його місці Палацовий проїзд, що з'єднує Васильєвський острів з Невським проспектом.
У 1902—1903 роках за проектом архітектора М. Т. Стуколкіна реконструйована територія навколо Мідного вершника. Як заходи щодо реставрації саду архітектори М. М. Перетяткович, С. В. Бєляєв, А. А. Ґрубе, В. А. Покровський і М. С. Лялевич пропонували вирішити завдання вирубкою дерев, розташувавши тут партерний сад. Сей варіант перетворення території до виконання прийнятий не був, був реалізований компромісний варіант архітектора Івана Фоміна, за яким пропонувалося прорубати тільки просіки, що продовжують перспективи трьох магістралей, зберігши іншу частину саду. Цей проект було реалізовано вже 1923 року. Одночасно в саду були розбиті численні квітники і розарії, ця традиція збереглася досі. 1903 року через ветхість була знесена оранжерея.
|                                                         |                                                           |                                                            |
| Конка біля Олександрівського саду, початок 1900-х років | Перший рейс сухопутного трамвая Санкт-Петербург, 1907 рік | Автобус з імперіалом біля Олександрівського саду, 1907 рік |

Олександрівський сад пов'язаний з історією громадського транспорту Санкт-Петербурга: 16 вересня 1907 року від Олександрівського саду відправився у перший рейс трамвай сухопутної транспортної системи (поряд із садом на місці урочистого пуску встановлено пам'ятник), а 11 листопада від саду відправився перший громадський автобус за маршрутом Олександрівський сад — Балтійський вокзал.

### Радянський час
Після революції і встановлення радянської влади деякий час роботи в саду не проводилися.
1923 року був реалізований дореволюційний проект архітектора Івана Фоміна, через сад були прорубані просіки.
У 1929—1931 роках було проведено перепланування саду за проектом Л. О. Ільїна: для зручності проходу демонстрантів від площі Урицького до бульвару Профспілок була прорубана наскрізна просіка. Всім симетрично розташованим газонам і доріжкам були придані прямокутні обриси. Кут, звернений до площі Урицького, був зрізаний для зручності транспорту, рухомий з проспекту 25 Жовтня. Разом з цим було ліквідовано ряд садових будівель, у саду були побудовані дитячі та спортивні майданчики. Крім того, була запланована організація проїзду для вантажівок (не реалізовано).
1920 року Олександрівський сад став називатися садом Трудящих, а з 3 серпня 1936 року він був перейменований у Сад трудящих імені М. Горького.
За блокади Ленінграда серед садових дерев були встановлені зенітні батареї. Під час авіанальотів по території саду було завдано величезну кількість авіаударів, безліч дерев постраждало від бомбардувань і артобстрілів. Але ні одне дерево тут не було зрубано ленінградцями на дрова.
У 1950-х роках була проведена капітальна реконструкція саду. 1958 року в саду була організована виставка квітів у відкритому ґрунті. На ній демонструвалися сорти квітів, що застосовуються в оформленні площ, вулиць, садів і парків міста. Після цього 1959 року на території саду недалеко від Ісаакіївського собору було побудовано бетонний квітник з двома басейнами, а також розташовано розарій, що нараховував 25 сортів троянд. У 1960-х роках квіткове оздоблення саду становили тюльпани, нарциси, гіацинти. Тоді ж відновили старовинну традицію розміщення поруч з посадками анотацій з назвами рослин.
У квітні сад закривався на весняне просушування. В цей час зазвичай відлагоджувалися і фарбувалися крамниці, сад очищали і готували до відкриття на свято Перше травня. До 1970 року сад також замикався на ніч. 1970 року стара огорожа була частково замінена парапетом з рожевого граніту. Входи до саду були оформлені гранітними півкулями на постаментах. По боках головного входу в сад навпроти вулиці Дзержинського (нині Горохова), по осі фонтану і центральних воріт Адміралтейства на прямокутних п'єдесталах установили старовинні чавунні якоря.
1989 року сад було перейменовано в Адміралтейський.

### Сучасна історія
1997 року саду було повернуто історичну назву — Олександрівський сад.
16 жовтня 1998 року на просторі біля фонтану було відкрито погруддя російського дипломата князя Олександра Михайловича Горчакова роботи скульптора А. С. Чаркіна за моделлю Ц. К. Годебського (невелике погруддя, виготовлене 1870 року). Відкриття було присвячено до двохсотріччя з дня народження дипломата.
З червня 2001 року проходила реконструкція саду. Було проведено комплекс робіт: відтворена огорожа по Адміралтейському проїзду від Палацової площі до Адміралтейської набережної (зокрема — історична Петровська огорожа), посаджені дерева і чагарники, поставлено газони і квітники, алеї і доріжки з набивним покриттям. У саду були ліквідовані дерева-загрози, проведено планування доріжок, завезена рослинна земля для газонів і квітників, прокладена каналізація. 20 серпня 2002 року роботи з реставрації були завершені.

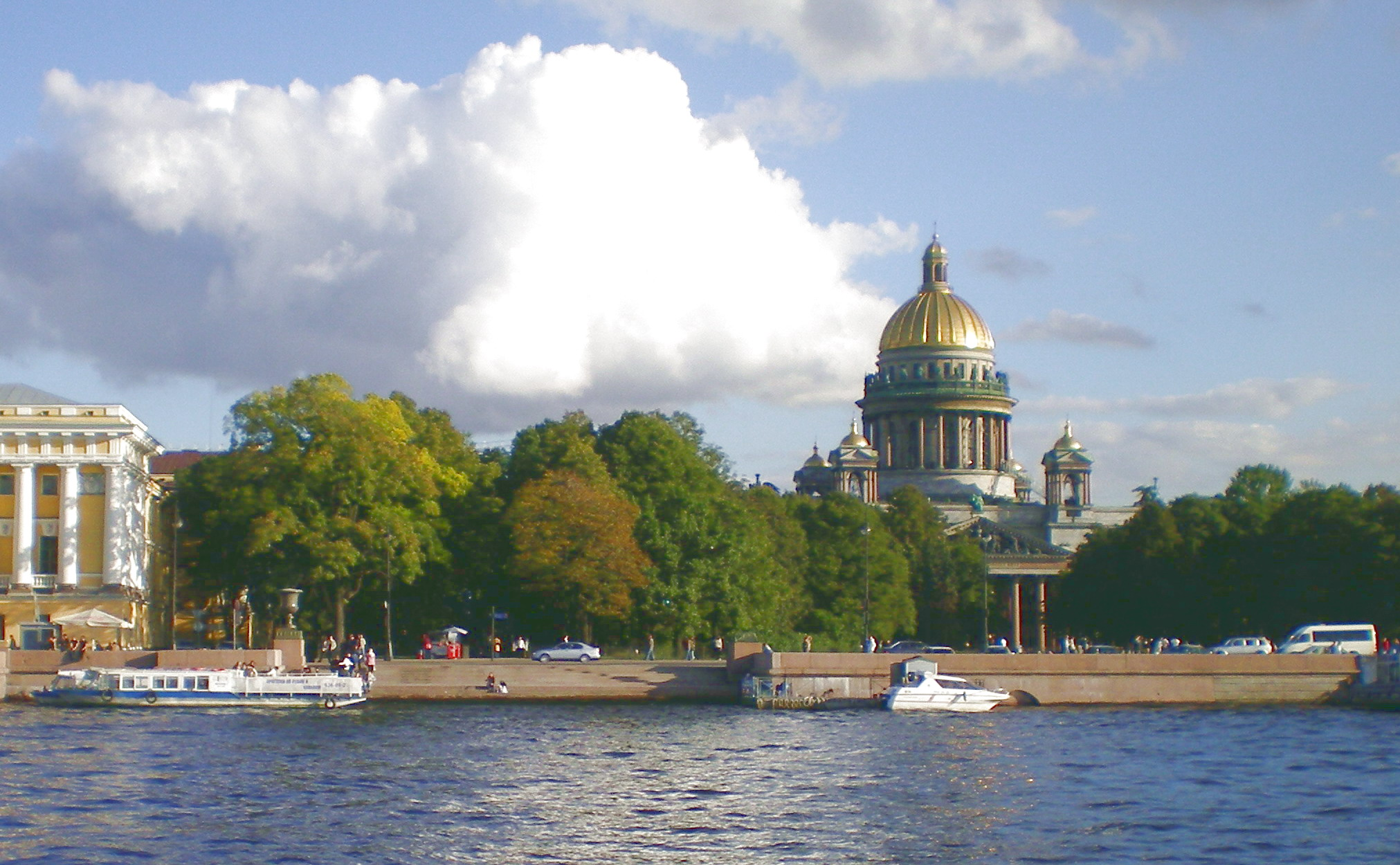
Узвіз до річки Неви, за ним — Олександрівський сад

За святкування Дня Росії 12 червня 2007 року в саду пройшов I міжнародний фестиваль квітів. У межах фестивалю проходили «Карнавал Квітів» — хода навколо Олександрівського саду, конкурс «Сади квітів» серед адміністративних районів Санкт-Петербурга, виставки квітів, декоративних рослин і аксесуарів, дитячі конкурси, «Бал Квітів», майстер-класи провідних фахівців із садівництва, аранжування квітів та квітникарства та багато іншого.
29 червня 2007 року під час проводжуваного на Палацовій площі концерту групи The Rolling Stones вандали пошкодили скульптури в Олександрівському саду у Адміралтейства. Особливо постраждало погруддя В. А. Жуковського, йому були нанесені серйозні пошкодження. Фахівцями Музею міської скульптури було вирішено провести аварійну реставрацію.
Від зими 2009/2010 років в Олександрівському саду споруджується ковзальна гірка. Її відтворюють за гравюрами XVIII століття. За тієї доби ковзальна гірка в Олександрівському саду була однією з основних різдвяних забав, і в першу чергу її любили представники царського двору. Відкриття відбувається за велінням головного Діда Мороза країни. Гірка перед Адміралтейством працює щодня з 30 грудня по 6 січня з 12 до 21 години.

## Схема саду
1 — Мідний вершник.
2 — Скульптура «Геракл Фарнезький».
3 — Пам'ятник М. М. Пржевальському.
4 — Пам'ятник М. В. Гоголю.
5 — Пам'ятник А. М. Горчакову.
6 — Пам'ятник М. І. Глінці.
7 — Пам'ятник М. Ю. Лермонтова.
8 — Пам'ятник В. А. Жуковському.
9 — Скульптура «Флора Фарнезька».
10 — Палацовий міст.
11 — Вознесенський проспект.
12 — Горохова вулиця.
13 — Невський проспект.
14 — Палацова площа.
15 — Ісаакіївський собор.

## Назва саду
У XVIII — початку XIX століття місце майбутнього саду називалося Адміралтейською лукою. 1819 року на луці поруч з Адміралтейством було влаштовано Адміралтейський бульвар.
3 липня 1872 року відбулося закладення нового саду, який був урочисто відкритий 8 червня 1874 року. Сад було названо на честь імператора Олександра II — Олександрівський сад.
З метою викорінення царських імен з топоніміки міста 1920 року сад було перейменовано на Сад Трудящих. 3 серпня 1936 року з метою увічнити пам'ять письменника М. Горького (який помер 18 червня 1936 року) саду було присвоєно ім'я письменника.
1989 року Сад Трудящих імені Максима Горького було перейменовано в Адміралтейський сад. Це була хибна спроба повернення історичної назви. 1997 року помилка була виправлена, і саду було повернуто історичну назву Олександрівський сад.
Народна назва саду — «Сашків сад».

## Сад сьогодні

### Природний стан саду на 2007 рік
За інформацією садово-паркової контори Адміралтейського району Олександрівський сад займає загальну площу 90 007 м² (під зеленими насадженнями 61 116 м², газонами 58 799 м², замощуванням 27 595 м², будівлями і спорудами 548 м², фонтаном 554 м²), газонні огорожі 7000 под. м, гранітний підмурівок 714 под. м, огорожа металева 794 под. м, 80 диванів (садових ослонів), 109 урн.

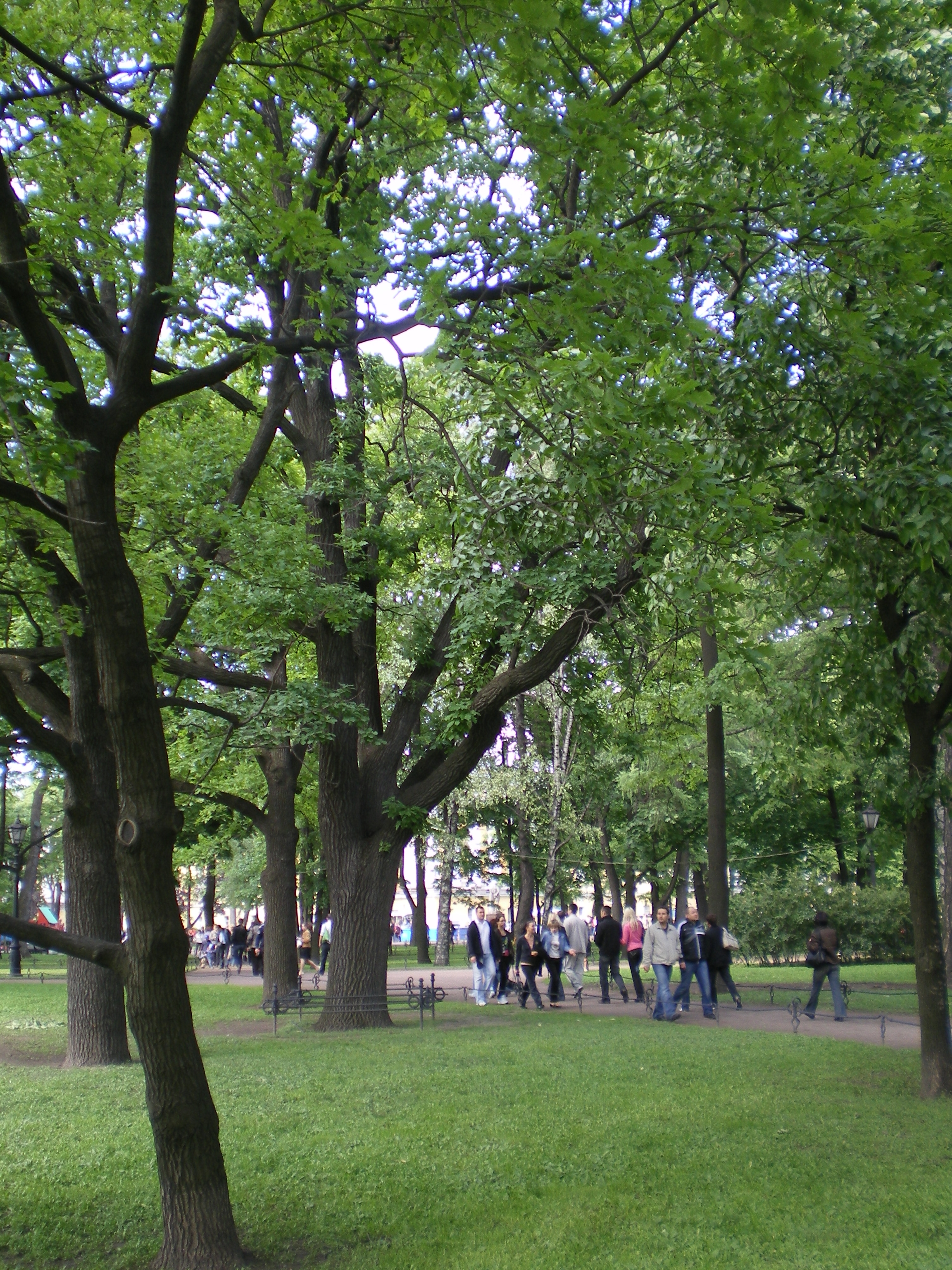
Дуб, обнесений огорожею, посаджений імператором Олександром II

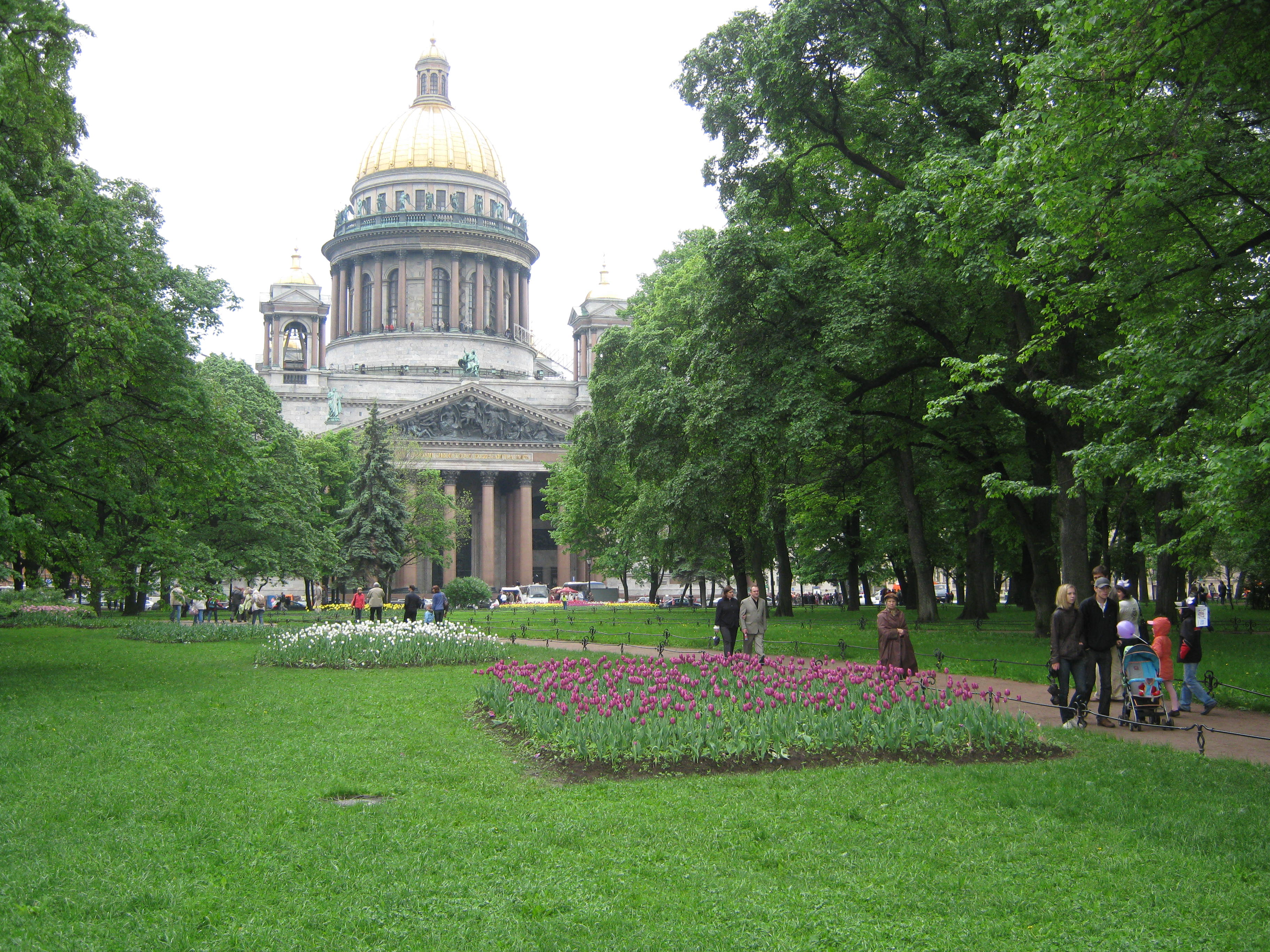
Вид на Ісаакіївський собор з саду

| Насадження Олександрівського саду | Насадження Олександрівського саду | Насадження Олександрівського саду | Насадження Олександрівського саду |
| Дерева                            | у шт.                             | Кущі                              | у шт.                             |
| --------------------------------- | --------------------------------- | --------------------------------- | --------------------------------- |
| Береза повисла                    | 9                                 | Айва звичайна                     | 29                                |
| Береза пухнаста                   | 7                                 | Барбарис звичайний                | 22                                |
| Глід                              | 10                                | Барбарис Тунберґа                 | 138                               |
| Глід сибірський                   | 10                                | Жимолость татарська               | 26                                |
| Вишня                             | 4                                 | Кизильник блискучий               | 2803                              |
| В'яз гладкий                      | 118                               | Перстач                           | 70                                |
| В'яз шорсткий                     | 130                               | Троянда зморшкувата               | 25                                |
| В'яз шорсткий плакучий            | 1                                 | Троянда паркова                   | 12                                |
| Дуб черешчатий                    | 135                               | Бузок ???                         | 82                                |
| Ялина колюча                      | 10                                | Бузок угорський                   | 40                                |
| Верба біла                        | 6                                 | Бузок звичайний                   | 287                               |
| Верба срібляста                   | 4                                 | Сніжноягідник                     | 46                                |
| Гіркокаштан                       | 4                                 | Таволга японська                  | 9                                 |
| Клен гостролистий                 | 110                               | Форзиція                          | 33                                |
| Клен Шведлера                     | 8                                 | Садовий жасмин пухнатий           | 40                                |
| Клен ясенолистний                 | 7                                 | Садовий жасмин Лемуана            | 42                                |
| Липа повстиста                    | 1                                 | Всього окремих кущів              | 1465                              |
| Липа дрібнолистна                 | 379                               | і живоплоту                       | 2506                              |
| Модрина європейська               | 11                                |                                   |                                   |
| Горобина звичайна                 | 6                                 |                                   |                                   |
| Тополя берлінська                 | 5                                 |                                   |                                   |
| Тополя пенсільванська             | 1                                 |                                   |                                   |
| Черемха Маака                     | 12                                |                                   |                                   |
| Ясен звичайний                    | 55                                |                                   |                                   |
| Разом                             | 1043                              | Разом                             | 3971                              |
| Разом насаджень в саду: 5014      |                                   |                                   |                                   |

### Пам'ятки саду

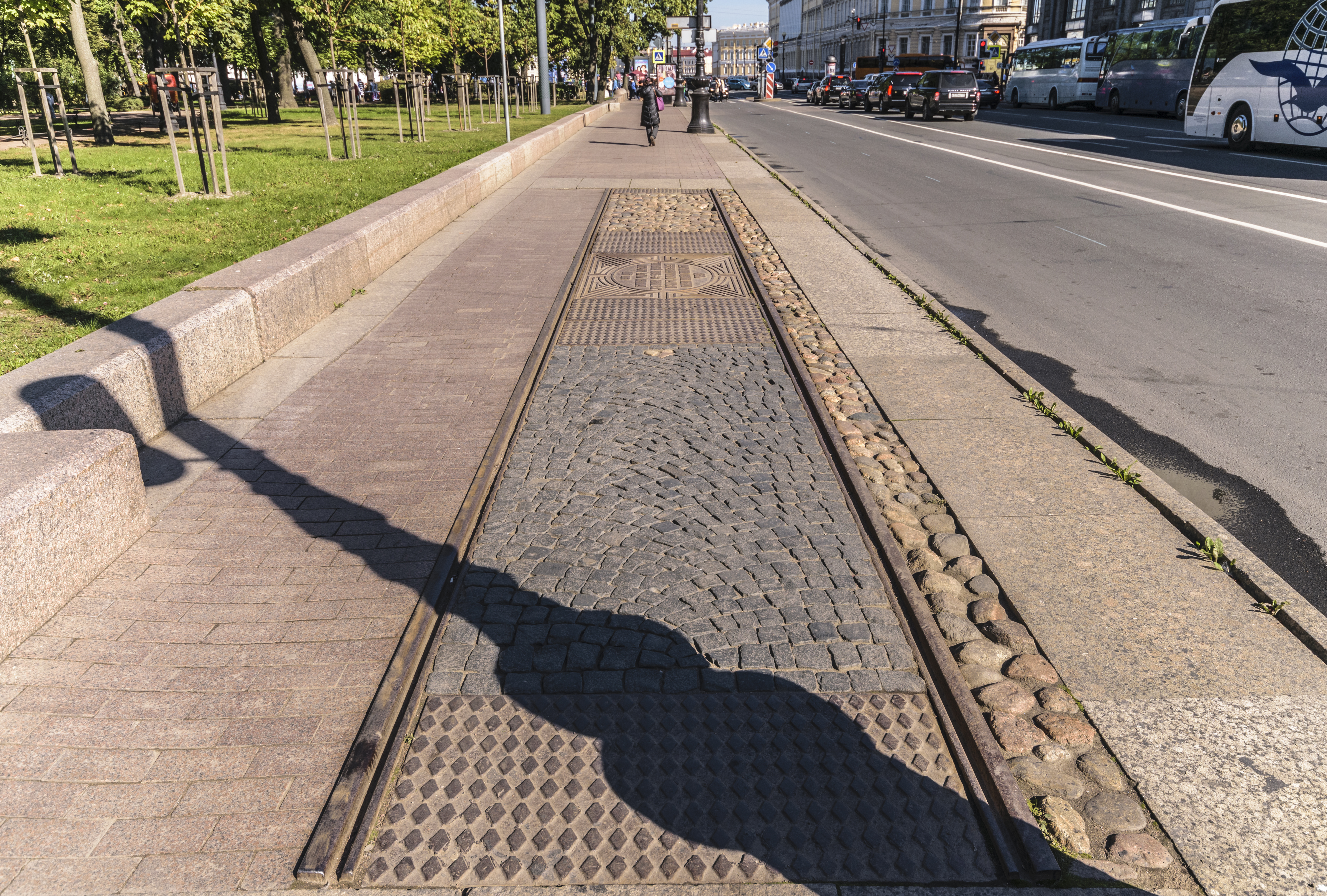
«Тут проходила перша лінія петербурзького трамваю…»

#### Східна частина саду
- Пам'ятник В. А. Жуковському, дивиться на Двірцеву площу.
- Скульптура «Флора Фарнезька» на початку Адміралтейського проїзду на розі з Двірцевою площею.
- Меморіальна плита на місці першої лінії петербурзького трамвая (2007). Знаходиться на тротуарі вздовж Адміралтейського проспекту[16]. Напис на плиті: «Тут проходила перша лінія петербурзького трамвая „Головний Штаб — 8-я лінія В. О.“ відкрита 29 (16) жовтня 1907 року».

#### Центр саду
- Фонтан (1879, архітектори І. А. Мерц, О. Р. Ґешвенд, інженер М. Л. Бенуа). Дно, бар'єр і зовнішній обідок фонтану зроблені з сердобольського граніту з каменоломень з острова Янісаарі. Басейн фонтану встановлено на кам'яних підземних галереях, під якими прокладені водопровідні труби. Висота галереї до семи футів від підлоги, вимощеної бруковим каменем. З одного боку влаштований вхідний люк у галереї. Центральний струмінь фонтану б'є на висоту до 17 метрів. Навколо неї розташовані 8 трубок, струмені з яких направлені до центрального стрижня. Решта 40 трубок, розташовані паралельно стіні резервуара, б'ють колоподібно, тобто одна за одною[2]. Фонтан має особливість: висота його струменя може змінюватися в такт музиці, що звучить у саду. Тому фонтан називають «музичним» або «танцюючим»[17].
- Пам'ятник М. Ю. Лермонтова.
- Пам'ятник М. І. Глінці.
- Пам'ятник О. М. Горчакову.
- Пам'ятник М. В. Гоголю.

#### Західна частина саду
- Дуб, посаджений Олександром II, прикрашений квадратною в плані витонченою огорожею.
- Пам'ятник М. М. Пржевальскому.
- Скульптура «Геракл Фарнезький» на повороті Адміралтейського проїзду.
- У саду зберігся чинний громадський туалет часів Олександра III характерної споруди.

|                             |                            |                        |                           |                        |                               |
| Пам'ятник В. А. Жуковському | Пам'ятник М. Ю. Лермонтову | Пам'ятник М. В. Глинці | Пам'ятник О. М. Горчакову | Пам'ятник Н. В. Гоголю | Пам'ятник Н. М. Пржевальскому |

|                                |        |                              |
| Скульптура «Геракл Фарнезький» | Фонтан | Скульптура «Флора Фарнезька» |

## Сад у літературі і фольклорі
Адміралтейський бульвар був «центром, з якого поширювалися містом вістки і чутки, часто неймовірні і безглузді». Їх друкували газети, розраховані на обивателів і міщанські смаки. Їх називали «Бульварний вістоноша». Етимологія поняття «бульварна», в значенні газета або література, сходить до того знаменитого Адміралтейського бульвара.
Через схожість Миколи Пржевальського на пам'ятнику в саду з Йосипом Сталіним у міському фольклорі ходила легенда. «Чому Сталін з верблюдом?» — було черговим питанням непередбачуваних туристів, якого боялися всі ленінградські екскурсоводи. Кажуть, що до пам'ятника досі приносять букетики квітів літні жінки — вірні і тверді шанувальниці Сталіна.